# Chrysops calvus
Chrysops calvus is een vliegensoort uit de familie van de dazen (Tabanidae). De wetenschappelijke naam van de soort is voor het eerst geldig gepubliceerd in 1967 door Pechuman and Teskey.